# العارضة القديمة (إب)
العارضة القديمة هي إحدى قرى الجمهورية اليمنية. وهي تتبع جغرافيًا لمحافظة إب. وإداريًا لمديرية المخادر. يبلغ تعداد سكانها 5329 نسمة حسب الإحصاء الذي جرى عام 2004.